# Trachys pumilus
Espèce
Synonymes
- Buprestis pumilus Illiger, 1803[1]

Trachys pumilus est une espèce de coléoptère de la famille des Buprestidae.

## Description
L'insecte mesure de 3.2 à 3,5 mm. Il est d'une couleur cuivreuse variable proche parfois du noir.
Les segments abdominaux sont pourvus d'une coulisse bien distincte. La plaque posternale a des côtés nettement divergents en avant, étranglée au milieu et arrondie postérieurement. Par la forme de cette plaque, elle se rapproche de Trachys minuta (sv) et Trachys fragariae (sv).

## Répartition
Trachys pumilus est présente dans la plus grande partie du bassin méditerranéen jusqu'en Asie mineure et dans le Caucase.

## Parasitologie
L'insecte est un parasite des plantes Ballota hirsuta, Phlomis crinita, Phlomis purpurea.